# Periscelis annulipes
Periscelis annulipes är en tvåvingeart som beskrevs av Friedrich Hermann Loew 1858. Periscelis annulipes ingår i släktet Periscelis och familjen savflugor. Arten har ej påträffats i Sverige. Inga underarter finns listade i Catalogue of Life.